# Liste des îles Anglo-Normandes

Photo satellite des îles Anglo-Normandes.

Les îles Anglo-Normandes ou îles de la Manche (en anglais Channel Islands) sont un ensemble d’îles situées dans la Manche, à l’ouest de la péninsule du Cotentin. Autrefois appelées archipel Normand, partie insulaire du duché historique de Normandie, elles comprennent les îles de Jersey, Guernesey et Aurigny et plusieurs autres plus petites îles. 

## Liste
par ordre alphabétique
- Aurigny, 8 km2
- Brecqhou, 0,65 km2
- Burhou, 0,23 km2
- Caquorobert (îlot rocheux)
- Casquets (groupe de rochers)
- Crevichon
- Les Dirouilles (récifs)
- Les Écréhou (groupe d'îlots et de rochers)
- Guernesey, 63,4 km2
- Herm, 2 km2
- Hermetier (îlot rocheux)
- Houmets (groupe d'îlots)
- Jersey, 116 km2
- Jéthou, 0,18 km2
- La Grune (îlot rocheux)
- L'Etac de Sark (îlot rocheux)
- Lihou, 0,1561 km2
- Les Minquiers (groupe de rochers)
- La Motte
- Mouliere (îlot rocheux)
- Ortac (îlot)
- Putrainez (îlot rocheux)
- Pierres de Lecq (groupe de rochers)
- Renonquet (îlot rocheux)
- Sercq, 5,5 km2